# 4-HO-AMT
4-Hidroksi-α-metiltriptamin (4-HO-αMT) je psihodelični lek iz triptaminske klase. On je blizak strukturni analog α-metiltriptamina (αMT) i proizvodi slične efekte, ali sa povećanim nuspojavama slično 5-MeO-αMT.